# Pietro Rava
Pietro Rava (ur. 21 stycznia 1916 w Cassine, zm. 5 listopada 2006 w Turynie), piłkarz włoski, mistrz świata, mistrz olimpijski, trener.
Grał na pozycji lewego obrońcy. Największe sukcesy klubowe odniósł w barwach Juventusu, w którym grał w latach 1935–1950 (z przerwą w sezonie 1946/1947). Wraz z turyńskim klubem zdobył mistrzostwo kraju (1949/1950) i dwukrotnie Puchar Włoch (1937/1938, 1941/1942). W latach 1947–1950 pełnił funkcję kapitana zespołu. Poza Juventusem występował w US Alessandria Calcio 1912 (od początku kariery do 1935 i 1946–1947) i Novara Calcio (1950–1951). Rozegrał 352 spotkania w Serie A, z czego 303 jako piłkarz Juventusu.
W latach 1936–1946 rozegrał w reprezentacji Włoch 30 spotkań. Był kapitanem zespołu narodowego w 1940. Jako jeden z czterech piłkarzy świętował zarówno złoto na olimpiadzie w Berlinie w 1936, jak i na mistrzostwach świata dwa lata później. Na tej ostatniej imprezie znalazł się w "jedenastce" turnieju. Pozostali piłkarze włoscy, którzy zdobyli w 1936 i 1938 mistrzowskie trofea, to Sergio Bertoni, Alfredo Foni i Ugo Locatelli.
Po zakończeniu kariery Rava zajmował się pracą trenerską. Prowadził m.in. swój były klub Alessandria Calcio. Zmarł w listopadzie 2006 w wieku 90 lat. Był ostatnim żyjącym piłkarskim mistrzem świata z 1938.